# New York Times Co. v. Sullivan
Der Fall New York Times Co. v. Sullivan (376 U.S. 254) im Jahr 1964 führte zu einer der wichtigsten Entscheidungen des Obersten Gerichtshofes der Vereinigten Staaten im Bezug auf die Pressefreiheit. Seit diesem Fall muss in der amerikanischen Rechtspraxis eine im Mittelpunkt des öffentlichen Interesse stehende Person, die ein Medium wegen Verleumdung anklagt, nachweisen, dass der Verfasser des Textes entweder vorsätzlich falsche Informationen publiziert hat oder während der Recherche grob fahrlässig (engl. "with reckless disregard") im Bezug auf das Herausfinden der Wahrheit gehandelt hat. Nur dann kann der Kläger Schadensersatzansprüche geltend machen.
Die Doktrin, die aus diesem Fall abgeleitet wurde, ist als actual malice standard oder real malice bekannt. Sie ergibt sich aus einer Abwägung des Persönlichkeitsrechts mit dem Recht auf freie Meinungsäußerung, die zweiterem einen Vorrang einräumt. Sie ist im hispanischen Raum bis heute Grundlage von gerichtlichen Entscheidungen und wurde auch in anderen angelsächsischen Jurisdiktionen rezipiert, wurde jedoch beispielsweise in ähnlichen Fällen in Kanada und dem Vereinigten Königreich abgelehnt.

## Verlauf

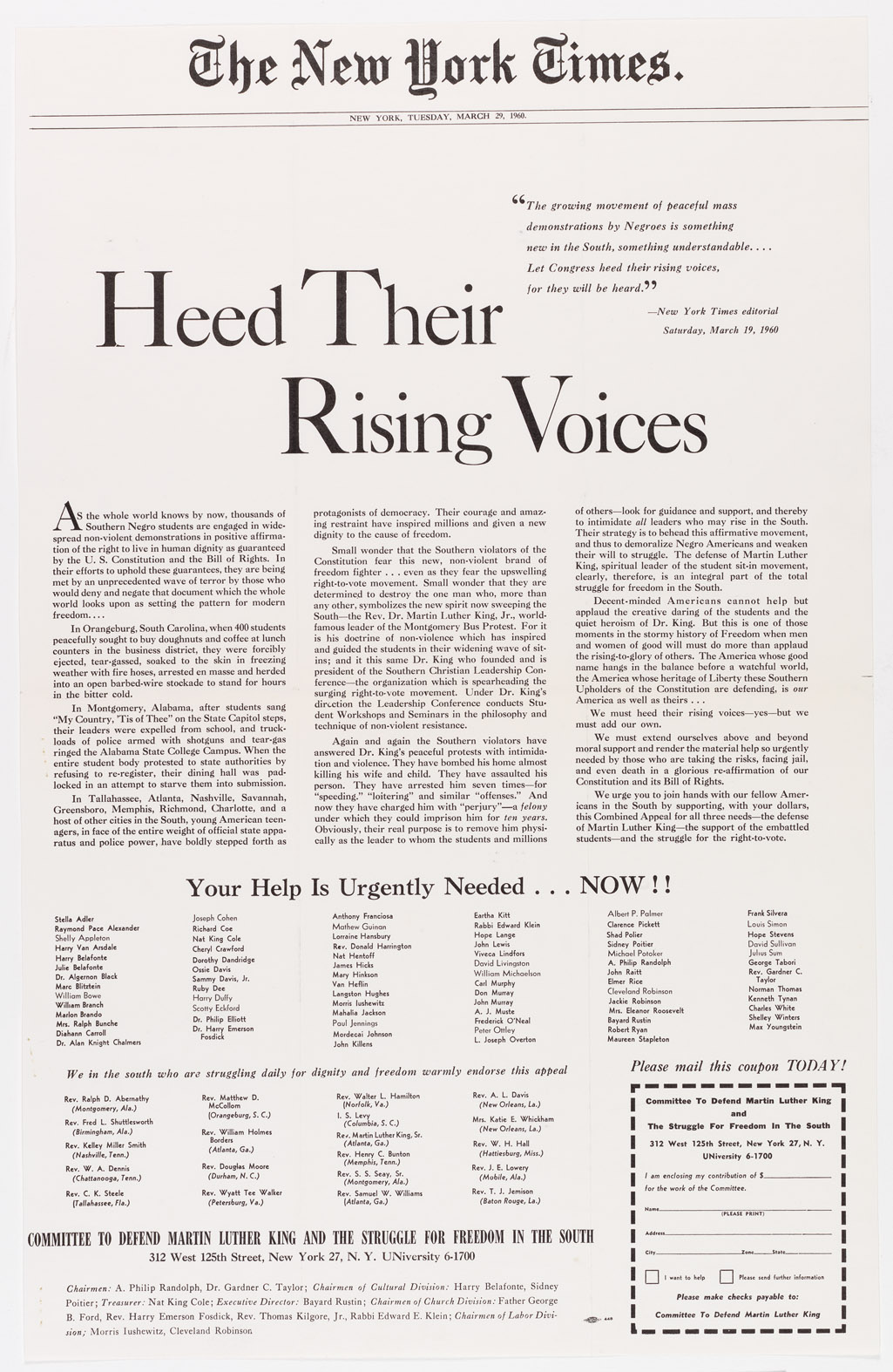
„Heed Their Rising Voices“, Anzeige in der New York Times vom 29. März 1960, die der Auslöser des Falles war

Der Fall geht auf eine Werbeanzeige in der The New York Times vom 29. März 1960 zurück, deren Ziel die Gewinnung von Spenden für die Bürgerrechtsbewegung von Martin Luther King war. In dieser Anzeige waren auch Aktionen der Polizei von Montgomery, Alabama kritisiert worden, bei deren Beschreibung nach Ansicht des verantwortlichen Polizeikommissars L. B. Sullivan ungenau vorgegangen war. Auch wenn sein Name nicht in der Anzeige erwähnt wurde, sah Sullivan diese Beschreibung der Aktionen als Verleumdung gegen seine Person an und verklagte die New York Times, nachdem sich diese zunächst geweigert hatte, eine Gegendarstellung abzudrucken. Das örtliche Bezirksgericht Alabamas gab ihm Recht und sprach ihm 500.000 US$ Schadensersatz zu.
Die Times legte zunächst Berufung beim Obersten Gerichtshof von Alabama ein, der das Urteil bestätigte. Daraufhin legt die Times Revision beim Obersten Gerichtshof der USA ein, welcher dieser stattgegeben hat.

## Urteil
Der Oberste Gerichtshof begründete seine Entscheidung im März 1964 mit 9:0 Stimmen damit, dass das Bezirksgericht von Alabama den 1. und 14. Zusatzartikel zur Verfassung der Vereinigten Staaten, in der die Presse- und Meinungsfreiheit geregelt sind, nicht in seiner Entscheidung gebührend bedacht habe. Daher sei die Entscheidung verfassungswidrig.
Das Gericht erklärte, dass es Sullivans Verleumdungsklagen aufgrund dieser zentralen amerikanischen Grundsätze der Meinungsfreiheit „vor dem Hintergrund eines tiefgreifenden nationalen Engagements für den Grundsatz, dass die Debatte über öffentliche Themen ungehemmt, robust und weit offen sein sollte, und dass sie durchaus heftige, ätzende und manchmal unangenehm scharfe Angriffe auf die Regierung und öffentliche Amtsträger beinhalten kann“, prüfen müsse.
In seiner Antwort vertrat das Gericht die Auffassung, dass die Ungenauigkeiten der Anzeige nicht den verfassungsmäßigen Schutz der freien Meinungsäußerung aufheben. Das Gericht argumentierte, dass „fehlerhafte Aussagen in der freien Debatte unvermeidlich sind und […] geschützt werden müssen, wenn die Freiheit der Meinungsäußerung die Luft zum Atmen haben soll, die sie […] zum Überleben braucht.“ Es kam zu dem Schluss, dass die Wichtigkeit, die durch den Schutz des ersten Verfassungszusatzes geschaffene „Luft zum Atmen“ zu bewahren, es erfordert, „ehrlich gemachte fehlerhafte Aussagen“ verfassungsrechtlich zu schützen. Das Gericht verglich das Verleumdungsgesetz von Alabama mit den berüchtigten Alien and Sedition Acts, die in den späten 1790er Jahren während der Präsidentschaft von John Adams verabschiedet wurden, und kam zu dem Schluss, dass eine weite Auslegung der Verleumdungsgesetze, die Regierungsbeamten vor Kritik schützt, zu ähnlichen Situationen führen würde wie die Alien and Sedition Acts, die historisch kritisiert worden waren.